# Karla Holanda
Karla Holanda (Parnaíba, 23 de maio de 1965) é uma cineasta brasileira.

## Biografia
Trabalha com cinema e vídeo desde 1992, quando foi morar no Rio de Janeiro para estudar cinema e audiovisual. Ainda em 1992, realizou seu primeiro curta, uma ficção sobre vampiros. A partir daí, iniciou uma série de seis documentários sobre escritores brasileiros: Lúcio Cardoso, Pedro Nava, Antônio Carlos Villaça, Aníbal Machado, Rachel de Queiroz e Antônio Salles, exibidos em canais de TV e em instituições, como universidades, escolas e centros culturais, sendo alguns premiados em festivais.
Em 1995, frequenta em Fortaleza os cursos de longa duração do recém criado Instituto Dragão do Mar (Dramaturgia e Realização em Cinema e TV) e funda a produtora Em Foco Multimídia, passando a realizar outros filmes, como os curtas Vestígio e Riso das Flores.
Em 2003, iniciou mestrado em Multimeios, na Unicamp, onde desenvolveu pesquisa sobre documentário nordestino, sob orientação do professor Fernão Ramos, levantamento até então inédito da produção realizada nos estados da região Nordeste. A dissertação resultou no livro "Documentário nordestino: mapeamento, história e análise", publicado em 2008 pela editora Annablume, com apoio da Fapesp. Desde 2008, mora também no Rio de Janeiro, onde fez doutorado na Universidade Federal Fluminense, desenvolvendo pesquisa sobre documentário brasileiro (DocTV: a produção independente na televisão), sob orientação do professor Tunico Amancio 
Em 2012, dirigiu e roteirizou Kátia, projeto de documentário premiado no Edital Petrobras Cultural/2010, cuja produção aconteceu no Piauí e aborda a trajetória de Kátia Tapety, a primeira travesti a ser eleita a um cargo político no Brasil. O filme estreou no 45o. Festival de Brasília e foi selecionado na 36a Mostra Internacional de Cinema São Paulo, além de receber os prêmios de Melhor Filme, Fotografia e Edição no VI For Rainbow. Entre 2011 e 2017, foi professora do Instituto de Artes e Design, da Universidade Federal de Juiz de Fora. A partir de 2017, é professora do departamento de Cinema, da Universidade Federal Fluminense.
É organizadora do livro Mulheres de Cinema (2019), que aborda a história do cinema mundial numa inédita perspectiva, que é a feminina. É também coorganizadora do livro Feminino e plural: mulheres no cinema brasileiro (2017), indicado ao Prêmio Jabuti, em 2018.

## Filmografia
como diretora, roteirista e produtora 
- 1992: Nas veias e na alma. Ficção. Atores: Ricardo Maurício, Dedina Bernardelli, Bianca Byington e Murilo Rosa. 13 minutos. Rio de Janeiro. Direção: Eliane Terra e Karla Holanda. Suporte: Super-VHS.
- 1993: Lúcio Cardoso. Documentário. Ator: Buza Ferraz. Rio de Janeiro. 19 minutos. Direção: Eliane Terra e Karla Holanda. Suporte: Super-VHS.
- 1994: Pedro Nava - 100, 200, 300 anos. Documentário. Ator: Emiliano Queiroz. Rio de Janeiro. 27 minutos. Direção: Eliane Terra e Karla Holanda. Prêmios: Melhor Roteiro. II Festival de Cuiabá/1994. Melhor Documentário. II Festival de Vídeo de Teresina/1994. Suporte: Super-VHS.
- 1994: Aníbal Machado - o iniciado do vento. Documentário. Atores: Rubens Corrêa, Dedina Bernardelli e Marcus Miranda. Rio de Janeiro. 22 minutos. Direção: Eliane Terra e Karla Holanda. Prêmio: Melhor Documentário. Festival de Teresina/1994. Suporte: Super-VHS.
- 1994: Villaça - o nariz do morto. Documentário. Ator: Ricardo Maurício. 21 minutos. Rio de Janeiro. Direção: Eliane Terra e Karla Holanda. Suporte: Super-VHS.
- 1995: Rachel de Queiroz - um alpendre, uma rede, um açude. Documentário. Atriz: Karla Peixoto. Rio de Janeiro/Ceará. 30 minutos. Direção: Eliane Terra e Karla Holanda. Prêmio: 2º. Melhor Documentário. Festival de Teresina/1995. Suporte: Super-VHS.
- 1998: Xote para Sêneca. Clipe da música de Flávio Paiva. Fortaleza. 5 minutos. Direção: Karla Holanda e Otávio Pedro. Prêmio: Projeto vencedor do I Prêmio Dragão do Mar de Cinema e Vídeo. Fortaleza/1998. Suporte: Betacam.
- 1998: Movimento Peristáltico. Video-desabafo. 2 minutos. Direção: Karla Holanda. Suporte: Mini DV.
- 1999: O Antonio da Padaria (ou Padaria Espiritual). Documentário. Ator: Marcus Miranda. 15 minutos. Fortaleza. Direção: Karla Holanda. Suporte: Betacam.
- 2002: Vestígio. Documentário. 15 minutos. Fortaleza. Direção: Karla Holanda. Prêmios: Projeto vencedor do II Prêmio Ceará de Cinema e Vídeo/2001. Melhor Documentário. Festival de Santa Maria (RS)/2002. Suporte: Betacam.
- 2004: Riso das Flores. Ficção. 9 minutos. Fortaleza. Direção: Karla Holanda. Prêmio: Projeto vencedor do Prêmio Petrobras de Cinema 35mm/2003. Suporte de captação: Mini DV. Suporte de finalização: 35mm.
- 2010: O cinema é brasileiro. Documentário. São Paulo/Rio de Janeiro. Direção: Karla Holanda. Em finalização. Suporte: Mini DV.
- 2012: Kátia. Documentário. Piauí. 74 minutos. Direção: Karla Holanda. Prêmio: Projeto vencedor do Edital da Petrobras Cultural/2010, na categoria Longa/Digital; Melhor Filme, Fotografia e Edição no VI For Rainbow. Suporte: HD.